# Divisões administrativas do Estado de Nova Iorque
As Divisões administrativas do Estado de Nova Iorque diferem daquela adotada em outros países e dos demais Estados norte-americanos, o que pode levar a alguns enganos acerca da natureza governamental de uma área. Algumas das subdivisões de Nova Iorque possuem Executivo, Legislativo e Judiciário, assim como um governo estadual.
Se for uma municipalidade pode ser uma city, town ou village, independentemente do número populacional ou da área, mas depende da forma de governo escolhida pelos moradores e aprovada pela legislação estadual. O Estado de Nova Iorque considera tanto condados (counties), cities, town e villages como "corporações municipais" (municipal corporations) e com o propósito geral em comum de possuir um governo local.
O Estado possui 62 condados, que são subdivididos em 932 towns e 62 cities - que são distintos e não contém um ao outro.

## Condados

Mapa dos condados do Estado de Nova Iorque.

O Condado (county) é a divisão administrativa primária do Estado. São num total de sessenta e dois. Cinco desses condados são chamados de boroughs – da Cidade de Nova Iorque, e não possuem funcionamento governamental autônomo. Os condados possuem um número de towns e podem também conter cities. Neste sistema as Towns possuem vilas (villages) e não incorporam os chamados hamlets. Todos os condados possuem uma sede, em geral o lugar mais populoso ou a city ou vila mais centralizada – que é onde fica localizado o governo local. Em alguns condados um hamlet é a sede destes.
Os condados são responsáveis por certas funções de planejamento ou governo para todas as áreas em que estes poderes não são delegados a instâncias inferiores de administração. Nestas tarefas incluem-se o planejamento geral, serviço policial, bem-estar social e coordenação da educação, além de alguns serviços judiciais.
De acordo com o State of New York Local Government Handbook, "o condado é uma unidade municipal com jurisdição geográfica, com poder e capacidade fiscal para executar uma gama extensa de serviços aos seus moradores. De certo modo, os condados evoluíram para uma forma de governo regional que executa funções específicas e que abrange, mas não necessariamente substitui, a jurisdição de cities, towns e vilas, dentro dos seus limites"
Vinte e sete dos condados do Estado operam sob a provisão geral da "County Law". Outros vinte possuem um "County Charter" (lei própria). Embora todos os condados tenham certa autonomia de auto-gestão, as "charter counties" são uma maior garantia de maior poder autônomo.
Os condados com leis próprias, em 2006, eram:
- Albany
- Broome
- Chautauqua
- Chemung
- Dutchess
- Erie
- Herkimer
- Monroe
- Nassau
- Oneida
- Onondaga
- Orange
- Putnam
- Rensselaer
- Rockland
- Schenectady
- Suffolk
- Sullivan
- Tompkins
- Westchester

Um condado é comumente governado por um executivo e legislativo municipais. Os condados possuem um judiciário municipal, associados a uma promotoria.
Em alguns condados, o legislativo é representado pelo Board of Supervisors, em outras recebe o nome de "Board of Representatives", "Board of Legislators," ou "County Legislature".
Em alguns condados o corpo legislativo exerce também o poder executivo. Embora nestes casos o legislativo delegue poderes a um administrador, que então age em seu nome, este poder é quem efetivamente exerce o controle da administração. Muitas das leis maiores desses condados ("County Charter") garantem a eleição de um executivo independente do legislativo – mas a forma exata de governo é definida em cada uma dessas leis.

## City
No Estado de Nova Iorque, uma "city" é uma entidade altamente autônoma, cuja área está incorporada na de um condado. Provê a maioria dos serviços aos seus moradores, possuindo o mais alto grau de disciplina e jurisdição tributária sobre seus residentes. A principal diferença entre a "city" e uma "village" é que as cities são organizadas e regidas por uma lei própria em cada uma delas, ao passo que as villages possuem uma legislação uniforme em todo o estado: a "Village Law". As villages, além disso, fazem parte de uma "town" (ou de mais de uma "town", pois algumas villages situam-se sobre as fronteiras de mais de uma delas) – e seus habitantes pagam seus impostos e recebem os serviços prestados pela town.
As cities (com exceção da City of Sherril) são independentes das towns. Algumas delas são totalmente cercadas por uma town, com exatamente o mesmo nome. A city, porém, não possui qualquer subordinação a ela, ou é parte dela.
São sessenta e duas cities no estado. Não há uma população ou área mínimos requeridos para que seja constituída uma city. Em 1686 o governo colonial inglês garantiu às cidades de Nova Iorque e de Albany esta condição, que foi reconhecida e mantida na Primeira Constituição Estadual, de 1777. Todas as demais cities foram estatuídas em atos do legislativo estadual e tiveram garantidos uma lei própria – e a elas foi assegurado o poder de revisar tais leis ou adotar uma nova.
As formas de governo de uma city variam. Podem ser: "council-manager" (conselho de gestão), "strong mayor-council" ou "weak mayor-council" (misto de prefeito, forte ou fraco, com conselho) ou ainda uma "commission" (comissão). Quarenta e quatro cities – a maioria delas, portanto – usa a forma "mayor-council", onde o prefeito exerce o Executivo e os membros do conselho constituem o legislativo. Em algumas delas, porém, o prefeito (mayor) é apenas um cargo cerimonial (prefeito "fraco"). Muitas possuem cortes municipais.
A Cidade de Nova Iorque é um caso especial. Ali a city consiste na área inteira de cinco condados. Estes condados mantêm algumas pequenas formas de governo municipais ("buroughs"). Segundo uma legislação estadual, comumente chamada de "Consolidação" (Consolidation), que permitiu a algumas cities (como a "City of Greater New York") anexar grandes áreas além de suas fronteiras originais (incluindo cities menores, towns e villages) em 1898, o Estado de Nova Iorque ainda mantém alguns poderes sobre as cities. Nos tempos da Consolidação o Condado de Queens possuía as towns ocidentais, que votaram para se juntar à cidade, isso não foi aceito. No ano seguinte (1899), as towns orientais do Condado de Queens se separaram e formaram o Condado de Nassau.
As cities do Estado de Nova Iorque são classificadas, pelo "Census Bureau" (Agência do Censo) como lugares incorporados aos condados ou divisões equivalentes a estes (exceção feita à cidade de Nova Iorque).

## Town

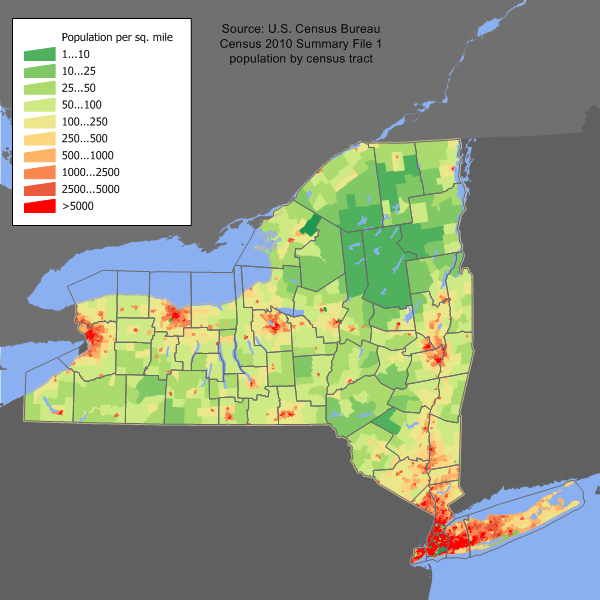
Mapa do estado, mostrando a densidade populacional.

No Estado de Nova Iorque um town é a maior divisão de cada condado. Os towns provêm a maioria dos serviços municipais para os residentes dos hamlets e outras áreas, e serviços determinados aos residentes nas villages. Todos os moradores do estado que não vivem numa city ou reserva indígena vivem numa town. Segundo o Censo 2000, havia 932 towns em Nova Iorque. Assim como as villages, towns não podem exceder os limites do condado, uma vez que fazem parte deste.
Nas towns não há uma forma de poder executive. A "town board" exercita as funções executivas e legislativas. Um supervisor é eleito para presidir, mas não possui poderes de veto e outros equivalentes aos chefes do Executivo. O judiciário local é parte do sistema estadual.
Um town pode conter nenhuma, uma ou várias villages. Cinco deles se restringem a uma única village: Green Island, no condado de Albany; East Rochester, no condado de Monroe; e Scarsdale, Harrison e Mount Kisco – todos no condado de Westchester. Quando isto ocorre, os habitantes dessa village optam, por plebiscito, qual a forma de governo preferem: a forma de village ou a de town (que exercerá os poderes de ambos).
Variam em tamanho e em população. O maior deles (em área) é Town of Brookhaven, com 1.376 km² (531.5 milhas quadradas – das quais a metade é água — enquanto Town of Webb tem a maior área terrestre, com 1.167 km², ou 451 milhas quadradas). O menor, Town of Green Island, possui apenas 1,8 km² (0.7 de uma milha quadrada). O Town of Hempstead tem aproximadamente 756.000 pessoas (censo 2000), sendo mais populoso que qualquer cidade no estado menos New York City. O Town of Red House é o menos populoso, tem 38 moradores permanentes (censo 2000).
Muitos lugares que contêm a palavra "town" em seus nomes, embora não sejam assim classificados. Dentre os vários exemplos tem-se: Allentowns, Cooperstown (no Hall da Fama do Beisebol), e Elizabethtown, um hamlet na cidade do mesmo nome.
Um town no Estado de Nova Iorque é equivalente a um distrito municipal em alguns outros estados e são classificadas pela Agência de Censo como divisões civis secundárias.

## Village
No estado de Nova Iorque uma village (vila) equivale a uma subdivisão, mas nem sempre, de uma única town. As villages são claramente municipalidades definidas, provendo serviços diretos aos moradores – como coleta de lixo, manutenção das vias públicas, iluminação das ruas e implantação de códigos de construção. Algumas possuem sua própria polícia e alguns outros serviços. Possuem, porém, menos autonomia que as cities. Os serviços municipais não providos pela village são-no pelos towns ao qual pertencem. Segundo o Censo 2000 o estado possui 553 villages.
O Legistiva é exercido pela "board of trustees", composta por um prefeito (mayor) e, comumente, quarto trustees. O prefeito pode votar antes dos demais membros, não tendo geralmente poder de veto (salvo quando a legislação local o permite), e representa o Poder Executivo. Além do prefeito, pode haver a figura do "gerente" (village manager) em tempo integral, que realiza as tarefas administrativas que normalmente são atribuições de um prefeito. Possuem uma sede municipal e também podem ter a justiça própria.
Para ter status de village um território (i.e., uma área determinada) deve possuir no mínimo 500 habitantes e não deve ser maior que 13 km² (5 milhas quadradas) – embora haja exceções quanto à extensão territorial, quando por exemplo uma town solicita sua inclusão como village. Esta inclusão se faz por um processo que inicia numa petição assinada por 20% dos moradores ou por 50% dos proprietários documentados. Ela então é votada pelos moradores do território. Algumas villages, atualmente, possuem menos que 500 habitantes, devido à perda de moradores.
As villages com freqüência ultrapassam outros limites políticos. Mais de 70 delas ficam situadas em duas ou mais towns. Sete estão divididas entre dois condados. A village de Saranac Lake situa-se em 3 towns e dois condados.
A village do Estado de Nova Iorque pode ser comparada com o que em outros estados chama-se town (cidade) ou borough (município), em outros. A Agência do Censo classifica-as como lugares incorporados (incorporated places).

## Hamlet
No Estado de Nova Iorque um hamlet corresponde a uma área povoda dentro de um town que não faz parte de uma village. O termo "hamlet" não está definido pela legislação estadual (assim como villages, towns e cities), mas é freqüentemente utilizado pelos documentos públicos para referir-se a seções conhecidas e povoadas das cidades que não estão incorporadas como villages.
Um hamlet não possui qualque estatuto legal (exceto na classificação de uso do solo do Adirondack Park Agency), e depende da town onde situa-se para seu governo e prestação de serviços. Poderia ser definido como uma área semi-rural ou suburbana, equivalente ao bairro, na city ou village. Sua área não é definida com exatidão e pode simplesmente ocorrer por aqueles locais que partilham um mesmo CEP, uma escola ou distrito de bombeiros. Os habitantes de um hamlet possuem maior identificação com o hamlet do que com a cidade. Alguns hamlets são tão próximos da área urbana ou a elas contíguas, que antes parecem-se com bairros, mas ainda continuam sob a jurisdição da town.
São às vezes chamados de "comunidades não-incorporadas". Na realidade, alguns hamlets são villages antigas que dissolveram sua incorporação (como Old Forge no condado de Herkimer, Rosendale no condado de Ulster e Andes no condado de Delaware, por exemplo). Seus territórios, embora não incorporados, estão sob a jurisdição de uma town, sendo considerado parte do ente municipal pela legislação estadual.
Para fins de censo, a área em torno do hamlet pode ser definida como um espaço determinado, embora a maioria não o seja. O censo norte-americano pode definir como área de um hamlet aquilo que na realidade não lhe pertence, justamente porque não possuem limites definidos.
O New York State Gazetteer, publicado pelo Departamento de Saúde do Estado, em 1995, contém uma lista semi-oficial de hamlets. Entretanto, algumas comunidades pequenas são omitidas e alguns erros, como por exemplo Onondaga Valley, listado como um hamlet do town de Onondaga, foi de fato anexado em Syracuse no ano de 1926. Os critérios para inclusão nesta lista não são declarados.